# Podobwód Rzejowice Armii Krajowej
Podobwód Rzejowice – jednostka partyzancka SZP, ZWZ, wreszcie Armii Krajowej. 
Wchodziła w skład Obwodu Radomsko Inspektoratu Częstochowskiego Okręgu Radom-Kielce AK; kryptonim „Rzodkiewka”.
Jego organizatorem i pierwszym komendantem był Stanisław Sojczyński ps. "Warszyc", twórca powojennego Konspiracyjnego Wojska Polskiego.